# Gravitace (film)
Gravitace (v anglickém originále Gravity) je americko-britský thrillerový film režiséra Alfonsa Cuaróna z roku 2013. Hlavní role přeživších astronautů z poškozeného raketoplánu ztvárnili Sandra Bullock a George Clooney.
Alfonso Cuarón napsal scénář filmu spolu se svým synem Jonásem a pokusili se projekt uskutečnit ve společnosti Universal Studios. Práva ale pak odkoupil Warner Bros. Na hlavní ženskou roli bylo testováno několik hereček a do hlavní mužské role byl nejdříve obsazen Robert Downey, Jr., ale později projekt opustil.
Premiéra snímku se odehrála na 70. ročníku Benátského filmového festivalu 28. srpna 2013. O tři dny později měl snímek premiéru v Severní Americe na filmovém festivalu v Telluride. V Česku byl do kin uveden 3. října 2013 a ve Spojených státech o den později. Film sklidil převážně pozitivní reakce od kritiky i obecenstva. Ocenění se dočkala hlavně kamera a herecké výkony obou hlavních protagonistů.

## Děj
Lékařská inženýrka Ryan Stoneová se vydává jako specialistka na svou první vesmírnou misi (STS-157). Na misi je s ní vesmírný veterán Matt Kowalski, který velí své poslední expedici. Během posledního výstupu do vesmíru kvůli údržbě Hubbleova vesmírného dalekohledu je středisko řízení vesmírných letů v Houstonu varuje, že vesmírný odpad po odstřelu ruského satelitu způsobil destruktivní řetězovou reakci a že musí misi předčasně ukončit. Krátce na to je komunikace s řídicím střediskem přerušena, ale Stoneová a Kowalski s ním nepřestávají komunikovat, protože doufají, že je stále slyší.

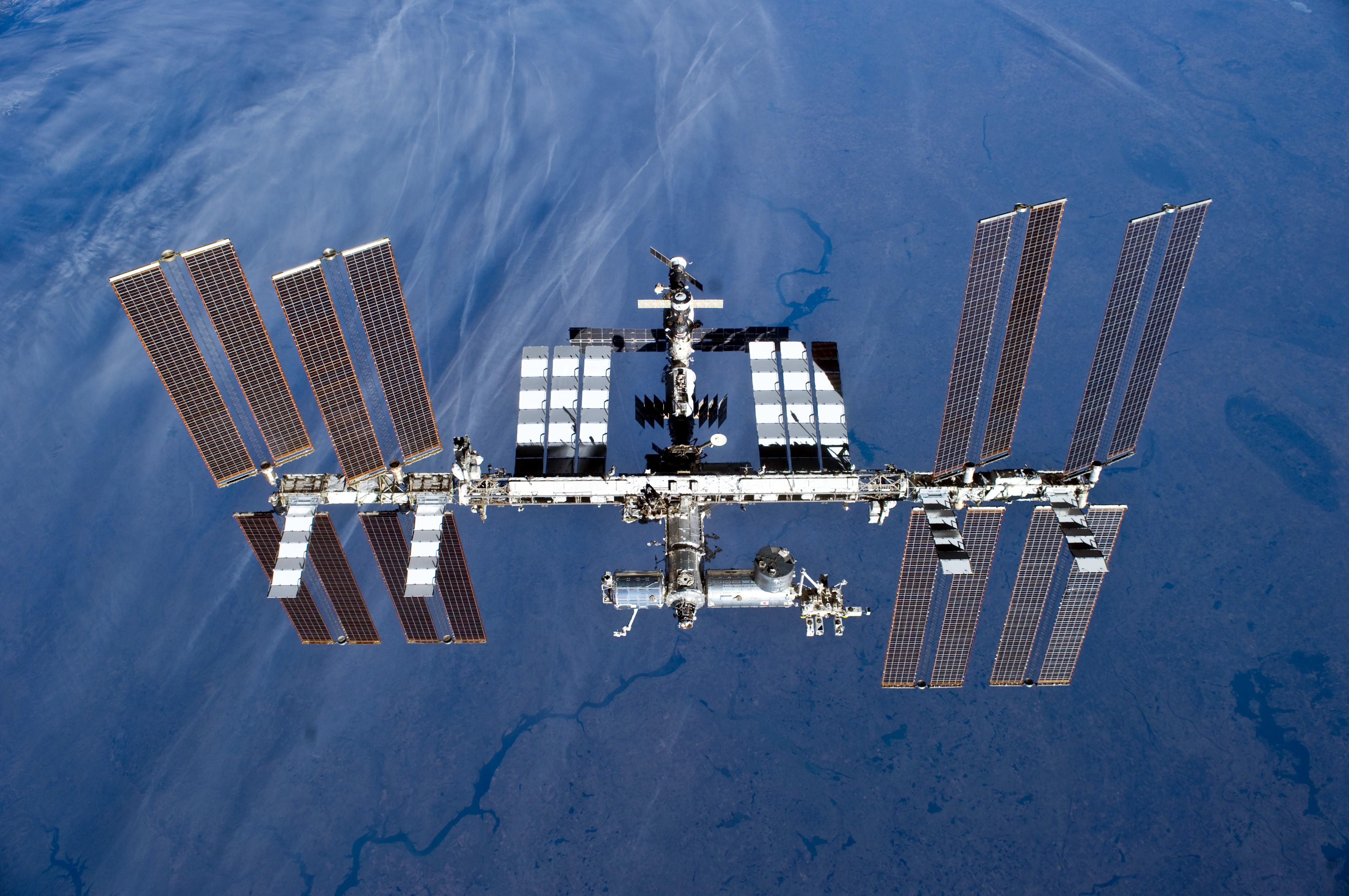
Mezinárodní vesmírná stanice

Trosky putující vysokou rychlostí po oběžné dráze zabijí inženýra Shariffa a poškodí americký Space Shuttle Explorer, Stoneovou trosky pošlou daleko od něj. Kowalski, který použije manévrovací jednotku, Stoneovou najde a přiváže ji k sobě. Když se vrátí na Explorer, zjistí, že i zbytek posádky zemřel a že je kosmický raketoplán nepoužitelný k návratu na Zemi. S pomocí manévrovací jednotky se rozhodnou dostat k Mezinárodní vesmírné stanici (ISS), která je od nich vzdálená asi 100 km. Kowalski odhadne, že mají asi 90 minut, než odpad oběhne Zemi a znovu se k nim dostane. Během cesty k ISS se baví o životě Stoneové na Zemi a o smrti její dcery při nehodě na školním hřišti.
Na poškozené ISS zjistí, že její posádka použila jednu ruskou kosmickou loď Sojuz k evakuaci a druhá měla vymrštěný padák, takže nemohla být použita pro návrat na Zemi. Podle Kowalského ale může být druhý Sojuz použit k cestě na nedalekou čínskou vesmírnou stanici Tchien-kung, kde se nachází další modul použitelný pro cestu na Zemi. U ISS jim dochází vzduch a palivo v manévrovací jednotce, a tak se snaží dostat do ní. Noha Stoneové se zamotá do provazů z padáku zbylého Sojuzu, ale Kowalski si uvědomí, že on by je odtáhl oba pryč. I přes protesty Stoneové se od ní oddělí a ona tak může přežít. Když Kowalski odlétá pryč, dává Stoneové další instrukce a dodává jí odvahu.
Stoneová se přes přechodovou komoru dostane do ISS, ale rychle musí před požárem uniknout do Sojuzu. Jeho lana jsou ale stále zamotaná do ISS. Musí tedy vystoupit do vesmíru, aby je odstranila. To se jí povede právě ve chvíli, kdy se znovu objeví vesmírný odpad a ISS zničí. Stoneová zaměří Sojuz na čínskou stanici, ale zjistí, že nemá palivo. Stoneová se vzdá šance na záchranu a zahájí dekompresi kabiny, aby spáchala sebevraždu bezbolestnou hypoxií. Když začne ztrácet vědomí, venku se objeví Kowalski, vstoupí dovnitř a řekne jí, aby použila přistávací rakety. Vyjde najevo, že to byla pouze její halucinace. Stoneová se ale rozhodne vrátit do kabiny kyslík a použije rakety, aby se dostala k čínské kosmické stanici.
Protože není schopna připojit Sojuz ke stanici, rozhodne se vymrštit ven a jako pohon ke stanici využije hasicí přístroj. Do modulu Šen-čou se jí podaří vstoupit právě tehdy, když začne čínská stanice vstupovat do vrchních vrstev zemské atmosféry, kam byla posunuta vesmírným odpadem. Když se jí podaří vstoupit do stratosféry, kontaktuje ji řídicí středisko. Šen-čou spadne do jezera, Stoneová si tak, aby mohla vyplavat na hladinu, musí svléct pod vodou skafandr. Vratkými kroky vstoupí na pevninu s plnou zemskou gravitací.

## Obsazení
| Sandra Bullock   | Dr. Ryan Stoneová              |
| George Clooney   | Matt Kowalski                  |
| Ed Harris        | kontrolor mise                 |
| Orto Ignatiussen | Aningaaq                       |
| Paul Sharma      | Shariff                        |
| Amy Warrenová    | kapitánka Exploreru            |
| Basher Savage    | kapitán ruské vesmírné stanice |

## Výroba

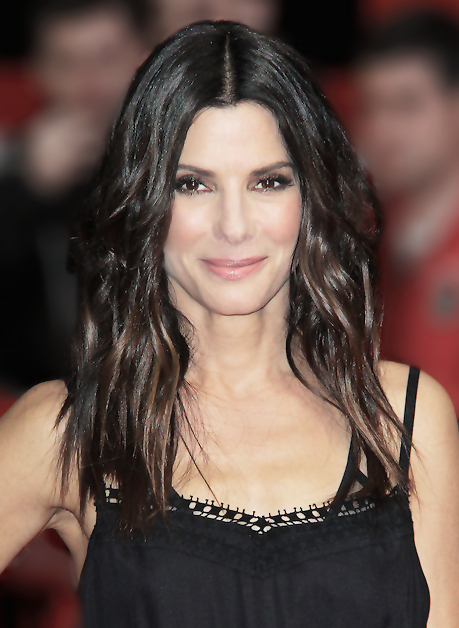
Sandra Bullock hrála ve filmu doktorku Ryan Stoneovou

### Přípravy
Projekt byl po několik let vyvíjen u Universal Studios, ale ty jej prodaly společnosti Warner Bros. V únoru 2010 studio jednalo kvůli hlavní roli s Angelinou Jolie, která odmítla pokračování snímku Wanted. O měsíc později ale Jolie účast na filmu odmítla, protože jí studio odmítlo vyplatit honorář 20 milionů dolarů, jež dostala za dva své předchozí filmy, a protože chtěla pracovat na režii svého filmu z bosenské války V zemi krve a medu. V březnu začala jednání s Robertem Downeyem, Jr. kvůli hlavní mužské roli.
Během roku 2010 studio postupně zvažovalo obsazení hlavní ženské role herečkami Marion Cotillardovou, Scarlett Johanssonovou a Blake Livelyovou. V září studio Alfonsu Cuarónovi povolilo obsadit do role bez předchozích testů Natalie Portmanovou, která v té době sklízela chválu za svůj výkon ve snímku Černá labuť. Ta se ovšem kvůli vytížení role vzdala a studio roli pak nabídlo Sandře Bullockové. V listopadu 2010 projekt opustil Robert Downey, Jr., kvůli účinkování v How to Talk to Girls. V prosinci, když už byl podepsán kontrakt se Sandrou Bullock, byl Downey nahrazen Georgem Clooneyem.

### Natáčení
Gravitace měla výrobní rozpočet 100 milionů dolarů. Natáčení bylo zahájeno 28. května 2011. Pro natáčení byla využita studia Pinewood a Shepperton ve Spojeném království, zvláštní efekty byly provedeny ve Framestore v Londýně. Film obsahuje zhruba 200 střihů, což je méně než obvykle mají srovnatelně dlouhé filmy. Ačkoli první trailer obsahoval zvuky exploze, ve filmu jsou tyto scény tiché, protože ve vesmíru se zvuky neozývají. Ve filmu se ozývá pouze hudba nebo rozhovory astronautů ve skafandru nebo vesmírných stanicích a dopravních prostředcích.
Většina záběrů se Sandrou Bullockovou byla natáčena v obrovském mechanickém zařízení. Protože dostat se do něj bylo časově náročné, herečka preferovala v něm zůstat až 9 nebo 10 hodin denně. S ostatními komunikovala prostřednictvím sluchátek. Učinit zařízení přívětivé a nezpůsobující klaustrofobii bylo podle Cuaróna jedním z nejnáročnějších úkolů. Štáb se jí pokusil pomoci tím, že pokaždé, když do zařízení vstupovala, uspořádal velkou oslavu. Zařízení rovněž dostalo přezdívku "Sandyna klec" (anglicky Sandy's cage).

## Ohlas

### Tržby
Ke 14. prosinci 2013 snímek utržil v Severní Americe přes 252 milionů dolarů a v zahraničí 380 milionů dolarů (z toho v Česku asi 1 857 008 dolarů), celkově 632 033 608 dolarů. Po prvním víkendu po uvedení byla Gravitace nejúspěšnějším filmem ve Spojených státech i v Česku. Ve Spojených státech se na čele žebříčku film udržel ještě další dva týdny, ve čtvrtém týdnu jej vystřídal film Jackass Presents: Bad Grandpa. V Česku byla Gravitace překonaná již ve druhém týdnu domácím snímkem Kameňák 4, ale pak se na týden zase vrátila do čela žebříčku.

### Kritika
Během světové premiéry Gravitace na Benátském filmovém festivalu snímek získal uznání kritiky i obecenstva, oceněny byly herecké výkony, režie, scénář, kamera, zvláštní efekty, použití 3D a hudba Stevena Price. Agregátor recenzí Rotten Tomatoes uvádí, že 97% z 239 kritických hodnocení bylo pozitivních. Server uvádí: "Gravitace Alfonsa Cuaróna je přízračný napínavý sci-fi thriller s mistrovskou režií a je vizuálně ohromující." Na podobném serveru Metacritic má snímek na základě 48 recenzí skóre 96 ze 100.
Film ocenil také režisér James Cameron, který řekl: "Myslím si, že se jedná o nejlepší vesmírný film, jaký kdy byl, je to film, který jsem toužil vidět již strašně dlouhou dobu". Quentin Tarantino označil film za jeden z nejlepších v roce 2013. Snímek ocenil rovněž astronaut Buzz Aldrin, vizuální efekty označil za "pozoruhodné". Prohlásil: "Byl jsem ohromen zobrazením skutečné nulové gravitace. Pohyb vesmírnou stanicí byl zobrazen tím způsobem, jak jsem to viděl v realitě."

### Ocenění
Film získal ocenění na Benátském filmovém festivalu. Sandra Bullocková pak byla oceněna cenou pro nejlepší herečku na Hollywoodském filmovém festivalu za "svůj ohromující a emocionálně vrstevnatý výkon, který znovu ukázal, proč je jednou z hollywoodských nejvíce respektovaných a populárních hereček". Snímek získal nominace na Zlatý glóbus ve 4 kategoriích – nejlepší dramatický film, nejlepší herečka v dramatu (Sandra Bullock), nejlepší režie a nejlepší hudba.
Film vyhrál za rok 2013 cenu Raye Bradburyho.

## Odchylky od reality
Přesto, že se film chlubí svou realističností, byl několika specialisty a vědci kritizován za nerealistický děj. Například americké raketoplány dolétaly v červenci 2011, astronauti by tedy museli přiletět ruským Sojuzem a ne raketoplánem, dříve se děj taky odehrávat nemohl, protože první díl čínské vesmírné stanice je ve vesmíru až od listopadu 2011.
Hubbleův teleskop, ISS a čínská stanice Nebeský palác od sebe obíhají tak daleko a v takovém orbitálním sklonu, že je nemožné cestovat mezi nimi bez precizní přípravy, plánování, kalkulace, vhodných technologií a velkého množství paliva. Většina satelitů také obíhá ve výšce desetitisíců kilometrů nad jejich výškou, takže scénář, kdy se zde roj úlomků satelitů a následná řetězová reakce ničivě a rychle projeví, není příliš reálný.
Problémem také může být rychlost trosek, které podle filmu měly oběhnout Zemi za přibližně 90 minut, což odpovídá rychlosti ISS a čínské stanice. Trosky by tak nemohly dohnat stanice aby je poškodily, přesto byly ve filmu zobrazovány jako několikanásobně rychlejší než stanice.
Jako nesmyslnou také kritizují scénu, v níž se Kowalski odpoutá a plave dál prostorem, aby svou smrtí zachránil Stoneovou, při absenci gravitace by podle nich stačilo, aby Stoneová za Kowalského jen jemně zatáhla a poté by se nevzdaloval, ale naopak začal přibližovat.